# Enzo Enzo
Enzo Enzo (pronuncia francese: ɛnˈzo ɛnˈzo), pseudonimo di Körin Ternovtzeff (Parigi, 29 agosto 1959), è una cantautrice e polistrumentista francese.

## Biografia
Dal 1981 al 1985 è stata bassista nel trio pop Lili Drop, che ha conseguito un discreto successo. Nel 1982, sotto il nome di Körin Noviz, ha registrato il suo primo 45 giri da solista. Nel 1984, ha pubblicato un secondo 45 giri, firmandosi per la prima volta Enzo Enzo. Rimasta inattiva per tre anni dopo aver lasciato il trio, si è ripresentata con un singolo nel 1988, Pacifico.
Nel 1990, ha finalmente pubblicato il suo primo album, Enzo Enzo, prodotto da François Bréant: venderà 100 000 copie, non solo in Francia. L'artista inizierà subito dopo un tour della durata di due anni, con tappe in mezzo mondo (Europa, Canada, Giappone).
Nel 1994, ha fatto uscire il suo secondo album, Deux, arrivando a conseguire un risultato ancora più prestigioso, 350 000 copie vendute. In Francia è considerata l'artista dell'anno.
Com il suo terzo album Oui, uscito nel 1997, Enzo Enzo ha consolidato la sua fama.
Nel 1998 ha inciso la colonna sonora del film La Clé des champs, partendo poi per un nuovo e lungo tour.
Gli album successivi di Enzo Enzo, pur essendo stati premiati in fatto di vendite, non hanno eguagliato quelle dei primi lavori. L'artista ha avuto modo di cimentarsi in vari generi, dalla world music alle canzoni per l'infanzia, ricevendo comunque ogni volta molti apprezzamenti dalla critica musicale.

## Discografia

### Singoli
- 1982 Je veux jouer à tout (Körin Noviz)
- 1982 China girl (Körin Noviz)
- 1984 Blanche neige
- 1984 Oiseau de malheur
- 1988 Pacifico

### Album
- 1990 Enzo Enzo
- 1994 Deux
- 1997 Oui
- 1999 Enfin seuls (con Kent)
- 2001 Le jour d'à côté
- 2004 Paroli
- 2007 Chansons d'une maman
- 2008 3 histoires comme ça
- 2009 Clap !
- 2010 Têtue
- 2011 Chansons d'une maman pour culottes courtes
- 2021 Eau calme